# Bad Gams
Bad Gams est une ancienne commune autrichienne du district de Deutschlandsberg en Styrie qui a été rattachée à la ville de Deutschlandsberg le 1er janvier 2015.